# Narwāna
Narwāna är en ort i Indien.   Den ligger i distriktet Jīnd och delstaten Haryana, i den norra delen av landet, 150 km nordväst om huvudstaden New Delhi. Narwāna ligger 235 meter över havet och antalet invånare är 55 850.
Terrängen runt Narwāna är mycket platt. Runt Narwāna är det tätbefolkat, med 397 invånare per kvadratkilometer. Narwāna är det största samhället i trakten. Trakten runt Narwāna består till största delen av jordbruksmark.